# Федорук Ростислав Степанович
Федорук Ростислав Степанович (нар.11 серпня 1949, c. Старий Почаїв Кременецького р-ну, Тернопільської обл. — пом. 21 червня 2023, м.Львів) — український вчений, доктор ветеринарних наук, професор, член-кореспондент НААН.

## Життєпис
Народився 11 серпня 1949 р. в с. Старий Почаїв Кременецького району, Тернопільської обл.
У 1967 р. — закінчив Почаївську середню школу.
У 1968–1970 рр. — служба в Радянській армії.
З 1970 до 1975 рр. — студент Львівського зооветеринарного інституту.
З 1975 до 1978 рр. — навчався в аспірантурі при Українському науково-дослідному інституті фізіології та біохімії тварин.
З 1979 до 1980 рр. — працював молодшим науковим співробітником, з 1980 до 1981 рр. — науковим співробітником, з 1982 до 1989 рр. — старшим науковим співробітником у лабораторії фізіології лактації Українського науково-дослідного інституту фізіології та біохімії сільськогосподарських тварин.
З 1990 до 1997 рр. — заступник директора з наукової роботи з питань тваринництва Інституту землеробства і тваринництва західного регіону УААН.
З 1997 до 1998 рр. — завідувач лабораторії екології і токсикології Інституту землеробства і біології тварин НААН.
З 1998 до 2000 рр. — заступник директора з наукової роботи цього інституту, а з 2000 р. — заступник директора з наукової роботи Інституту біології тварин НААН і одночасно за сумісництвом завідувач лабораторії екологічної фізіології та якості продукції цих інститутів, а також доцент кафедри технології молока і молочних продуктів Львівського національного університету ветеринарної медицини та біотехнологій ім. С. З. Ґжицького.
У 2015 р. — обраний віцепрезидентом Українського фізіологічного товариства ім. П. Г. Костюка.
З 2015 по 2023 рр. Р. С. Федорук працював головним науковим співробітником лабораторії екологічної фізіології та якості продукції.

## Наукова діяльність
У 1981 р. — захистив кандидатську дисертацію.
У 2005 р. — захистив докторську дисертацію.
Ростислав Степанович Федорук — автор понад 500 наукових праць, зокрема монографій, навчальних посібників, довідників тощо. Тривалий час був заступником головного редактора і членом редколегій численних наукових видань, членом Українського біохімічного та фізіологічного товариств, наукового товариства імені Т. Г. Шевченка. З 2015 року обраний віцепрезидентом Українського фізіологічного товариства імені П. Г. Костюка. 

## Наукові зацікавлення
Основними напрямами наукової діяльності Федорука Р. С. були вивчення процесів адаптації тварин до агроекологічних і технологічних умов утримання, з'ясування фізіолого-біохімічних механізмів впливу біологічно активних добавок на основний та проміжний обмін, функцію розмноження і продуктивність тварин, а також еколого-біохімічна оцінка продукції тваринництва за дії техногенних та аліментарних чинників; науково-організаційної — забезпечення планування і виконання науково-дослідних робіт з фундаментальних і прикладних напрямів досліджень Інституту та НМЦ «Фізіологія та біохімія сільськогосподарських тварин», методичного рівня проведення, результативності та ефективності завершення, організація контролю наукового рівня досліджень.
Помер 21 червня 2023 року. Похований у м. Пустомити, Львівської області.

## Нагороди і відзнаки
- Почесна Грамота Кабінету Міністрів України (2004 р.)
- Почесна Грамота Президії УААН (2004 р.)
- Почесна Відзнака УААН (2007 р.)
- Почесна Відзнака Мінагрополітики України «Знак Пошани» (2009 р.)
- Подяка Міністерства аграрної політики та продовольства України (2014 р.)
- Грамота Академії наук вищої освіти України (2014 р.)
- Грамота Національної академії аграрних наук України (2014 р.)
- Грамота Українського фізіологічного товариства ім. П. Г. Костюка (2015 р.).